# Frédéric Dohou
Frédéric Dohou es una figura política de Benín.
Tiene un doctorado en Economía del Desarrollo (1986) y ocupó varios puestos ministeriales, bajo la presidencia de Mathieu Kérékou.
Fundador de la Universidad de Ciencias y Tecnologías de Benín en 1996, es el actual Presidente del consejo de administración de la Red de Universidades de Ciencias y Tecnologías de países del África subsahariana (del francés: Réseau des Universités des Sciences et Technologies des pays d'Afrique au Sud du Sahara, RUSTA).

## Carrera política
Funciones gubernamentales :
- Asesor Especial del Presidente Mathieu Kérékou (2001-2003)
- Ministro de Cultura, Artesanía y Turismo (2003-2005)
- Ministro de Comunicación y Promoción de Nuevas Tecnologías (2005-2006)[4]
- Portavoz del Governio (2005-2006)
- Ministro de Asuntos Exteriores e Integración Africana (2006)[5]